# Девочки с помпонами
«Девочки с помпонами» (англ. The Pom Pom Girls) — американская молодёжная комедия Джозефа Рубена 1976 года.

## Сюжет
Начинается новый учебный год в одной из школ Южной Калифорнии. У тренера школьной футбольной команды есть большие планы на этот сезон, но он слишком строг к своим подопечным, особенно к Джесси. Джонни — лучший друг Джесси. Они проводят вместе всё свободное время. Джесси положил глаз на Сю Энн, девушку из закусочной, но начинает обращать внимание на Лори, девушку из группы поддержки. В какой-то момент ему приходится разрываться между двумя своими подругами. Джонни завязывает отношения с Салли, но та является бывшей девушкой школьного хулигана Дуэйна.
Компания молодых людей дурачится и развлекается. Иногда они устраивают розыгрыши над футболистами из соседней школы. Однажды даже угоняют пожарную машину.
Конфликт между Джонни и Дуэйном выходит на новый уровень, когда Дуэйн вызывает Джонни на смертельную гонку. Они должны будут обменяться своими машинами и отправиться на скорости к обрыву. Проигравшим считается тот, кто затормозит первым. Перед обрывом Дуэйн тормозит, а Джонни — нет. Он выпрыгивает из машины на ходу, сбрасывая автомобиль Дуэйна с обрыва. Хотя Дуэйну не удаётся вернуть Салли, он получает Сю Энн.

## В ролях
- Роберт Кэррадайн — Джонни
- Дженнифер Эшли — Лори
- Майкл Маллинз — Джесси
- Лиза Ривз — Салли
- Билл Адлер — Дуэйн
- Джеймс Гэммон — тренер
- Сьюзэн Плейер — Сю Энн
- Шерил Смит — Роксана
- Дайан Ли Харт — Джуди
- Сондра Лоуелл — мисс Притчетт

## Приём
В Blu-ray.com отметили, что фильм похож на студенческую постановку, но он может быть интересен как портрет жизни Южной Калифорнии в 1970-х годах. Согласно AllMovie, хотя в фильме присутствуют все элементы, которые должны быть в подобного рода фильмах, его создатели не придумали интересный сценарий, фильм изобилует скучными эпизодами. В подобном духе были и рецензии на DVD Talk.